# جدجد فولتوني
جدجد فولتوني (الاسم العلمي: Gryllus fultoni) هو نوع من الحشرات يتبع جنس الجدجد من فصيلة الجداجد الحقيقية.